# Королевские военно-воздушные силы Италии
Королевские военно-воздушные силы Италии (итал. Regia Aeronautica или Regia Aeronautica Italiana) — название итальянских военно-воздушных сил существовавших в 1923—1943 годах в Королевстве Италии.

## История

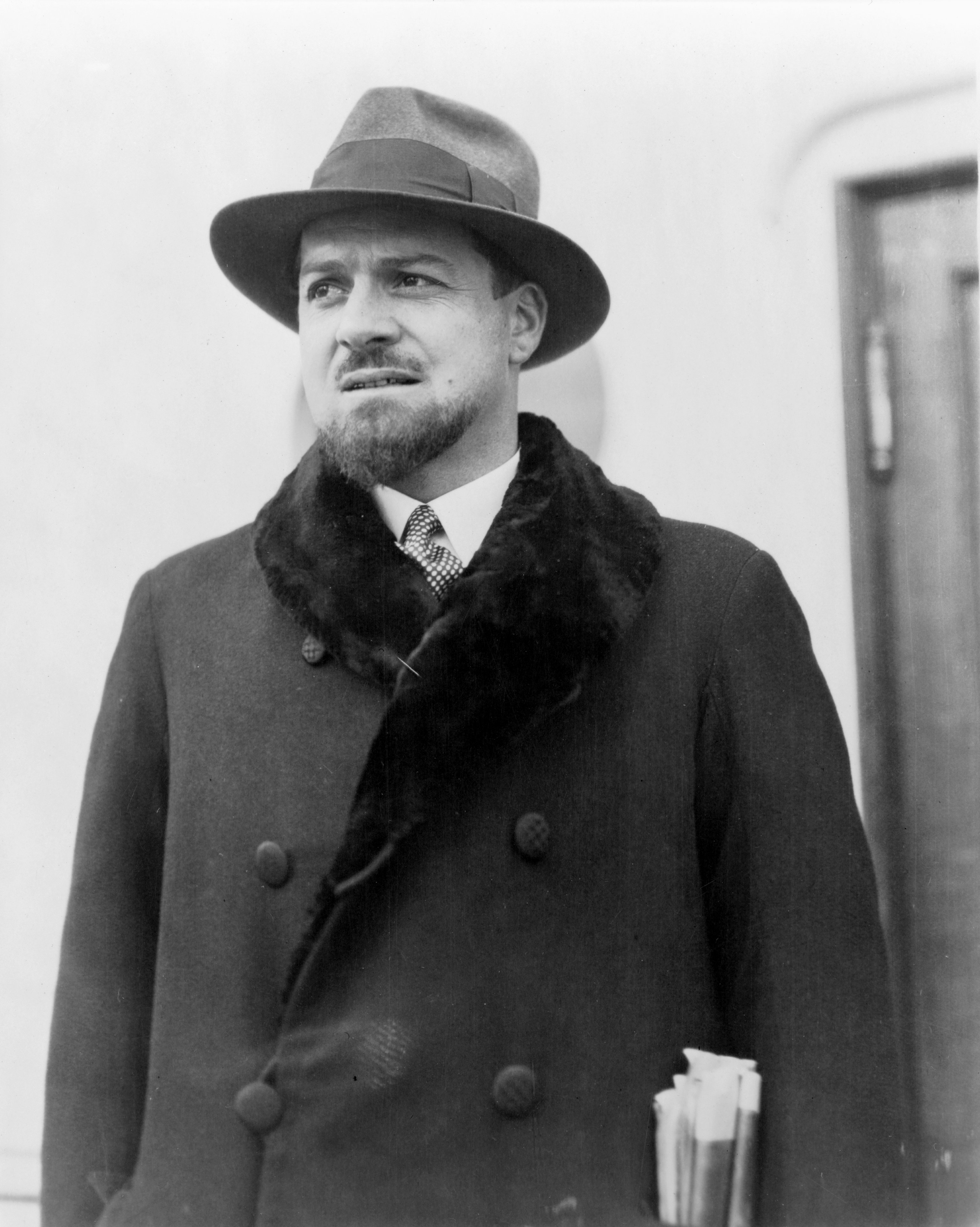
Итало Бальбо

Италия одна из первых стран в мире применившая авиацию в боевых действиях. Во время Итало-турецкой войны 1911—1912 годов в Ливии, итальянская армия использовала аэропланы и дирижабли, причем, не только для разведки, но и для нанесения бомбовых ударов по силам противника.
Вступив в 1915 году в Первую мировую войну на стороне Антанты, был создан военный авиационный корпус при Королевской армии (Corpo Aeronautico Militare), и Италия стала активно использовать авиацию против австрийских и германских войск. Фирма Caproni начала производство тяжелых бомбардировщиков.
Однако в отдельный вид войск, воздушные силы страны были выделены лишь 28 марта 1923 года и названы Regia Aeronautica — Королевские воздушные силы, министром авиации стал Бенито Муссолини получивший звание «пилота № 1 Италии». В 20-30-е годы в Италии был всеобщий подъём авиации: в 1925 году под руководством Франческо де Пинедо был совершён выдающийся перелёт из Италии в Австралию, затем в Японию и обратно в Италию, общей протяжённостью около 62000 км, в 1926 году итальянский пилот Марио Де Бернарди завоевал кубок Шнейдера, в 1928 году состоялась знаменитая экспедиция дирижабля «Италия» под руководством Умберто Нобиле.
С 1929 по 1933 годы Королевскими ВВС руководил Итало Бальбо, а затем вновь Муссолини. Бальбо с 1933 и до своей гибели в авиакатастрофе в 1940 году являлся Маршалом Авиации. Штаб-квартира Министерства военной авиации размещалась во дворце Авиации в Риме.
Королевские ВВС Италии за свои двадцать лет существования активно использовались во многих военных конфликтах.

### Вторая итало-эфиопская война
В этом конфликте Итальянские ВВС состояли в основном из бомбардировщиков, поскольку ВВС Эфиопии были чрезвычайно слабы и малочисленны и не могли оказать сопротивления. Итальянские бомбардировщики уничтожали не только скопления эфиопских войск, но часто бомбили и мирное население. В этой войне итальянцами активно применяли отравляющие вещества, бомбы с которыми также сбрасывали с воздуха. В первое время специализированные бомбардировщики типа Savoia-Marchetti SM.81 ещё только принимались на вооружение, а потому в роли бомбардировщиков, часто, выступали транспортные самолёты типа Caproni Ca.111 и Сa.133. Одним из бомбардировочных соединений командовал зять Муссолини, граф Галеаццо Чиано, будущий министр иностранных дел. К окончанию войны Италия имела в распоряжении приличный бомбардировочный и истребительный парк, а также гидропланы, разведчики и учебно-тренировочные самолеты.

### Гражданская война в Испании
Вступив в войну на стороне мятежников и генерала Франко, итальянцы отправили в Испанию экспедиционные войска, а также авиационный корпус Королевских ВВС Италии Aviazione Legionaria. Этот корпус состоял из нескольких сотен истребителей, бомбардировщиков, транспортников. В небе Испании итальянским пилотам на своих истребителях-бипланах FIAT CR.32 довелось встретиться в бою с советскими пилотами. Также итальянские бомбардировщики участвовали в налетах на Барселону, Аликанте, Гранольерс. В Испании с 1937 года применялись новые бомбардировщики Savoia-Marchetti SM.79, SM.81, FIAT BR.20. После окончания войны около 200 самолётов итальянцы передали в распоряжение франкистских ВВС.

### Вторжение в Албанию и её оккупация
Королевские ВВС приняли участие в оккупации Албанского Королевства, однако не встретили серьезного сопротивления, впрочем как и наземные итальянские войска.

### Вторая мировая война
На момент вступления во Вторую мировую войну на стороне гитлеровской Германии, военная авиация Италии имела около 3000 самолётов, однако, лишь около 60 % из них (1800) было в боеспособном состоянии. Основными фронтами для итальянской авиации в 1940-43 годах стали: Северная и Восточная Африка, Мальта, Греция, Югославия, Юг Франции и частично Ближний Восток.

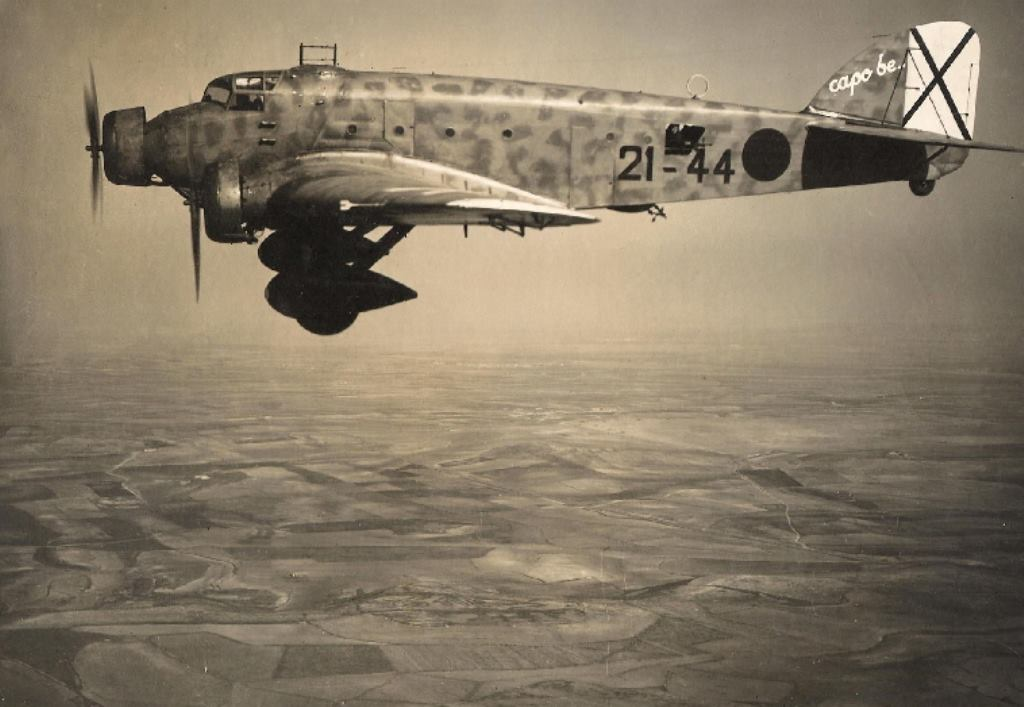
Бомбардировщик Savoia-Marchetti SM.81 Aviazione Legionaria в небе Испании

В войне с СССР итальянская авиации использовалась не особо часто и носила роль вспомогательной немецкому Люфтваффе. Сказывалась значительная удалённость Советского Союза, а из-за этого и проблемы с нормальным материально-техническим обеспечением. При итальянских экспедиционных войсках в России (CSIR) имелись: 61-я группа взаимодействия с армии (многоцелевые самолёты Caproni Ca.311), отдельная дальнеразведывательная эскадрилья (разведчики CANT Z.1007), 22-я отдельная истребительная группа (истребители Macchi C.200), а также звено транспортных самолётов. 22-я истребительная группа базировалась с августа 1941 года у Кривого Рога и уже в конце месяца впервые вступила в бой с советскими истребителями И-16.

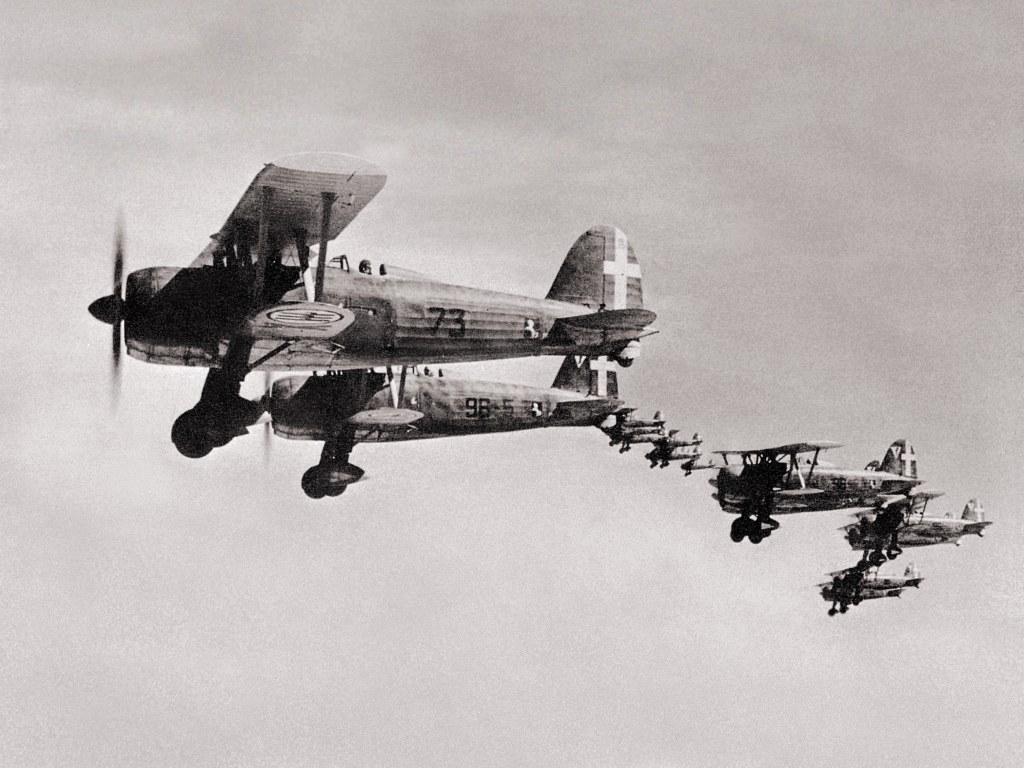
Звено истребителей Fiat CR.42. Ливия, 1940 год.

 К 1942 году численность итальянской авиации в СССР возросла. Итальянские истребители использовались на Южном фронте, обеспечивая продвижение войск стран «Оси» к Сталинграду и далее к нефтеносным регионам Кавказа. Особое впечатление на итальянских пилотов произвел советский штурмовик Ил-2, его не брали пулемёты истребителей Macchi. После разгрома под Сталинградом, в феврале 1943 года оставшиеся самолёты возвратились в Италию.
После 8 сентября, когда Италия капитулировала перед англо-американцами и после оккупации северной части страны немецкими войсками, Королевские ВВС фактически прекратили свое существование. Большая часть самолётов, равно как и их производители располагавшиеся на севере страны перешли в распоряжение немецких оккупационных властей. После образования марионеточной профашистской Республики Сало при ней были созданы республиканские ВВС, которым немцы передали некоторую часть самолётов бывших Королевских ВВС. Параллельно этому на территории страны контролируемой союзниками были созданы итальянские ВВС содействия, пилоты которых сражались на стороне стран Антигитлеровской коалиции. Однако их количество было ещё меньше, чем профашистских республиканских ВВС.
Фактически Королевские ВВС Италии были упразднены летом 1946 года, вместе с монархическим строем. Вместо них были образованы ВВС Республики Италия, которая с 1949 года стали членом НАТО.

## Авиационный парк
К 30-м годам Королевские ВВС Италии обладали внушительным парком самолётов разных типов. Большая часть воздушных судов Итальянских ВВС была отечественного производства, таких именитых итальянских авиастроителей как Ansaldo, Caproni, Breda, FIAT, Macchi, Piaggio. Для изучения зарубежного опыта закупались самолёты британского, французского, немецкого и американского производства. Со вступлением во Вторую мировую войну и в связи со всеобщей мобилизацией в состав ВВС были передана большая часть гражданских воздушных судов. Поскольку итальянские авиастроители не смогли наладить выпуск пикирующего бомбардировщика удачной конструкции, с 1940 года из союзной Германии начались поставки Junkers Ju 87, которые использовались итальянцами для налётов на морские конвои в Средиземноморье. Кроме них итальянцы получили истребители Messerschmitt Bf.109 и BF.110. После оккупации Юга Франции, Греции и Югославии итальянцам досталась часть самолётов местных ВВС, в основном производства Франции, Германии, Югославии.

### Истребители

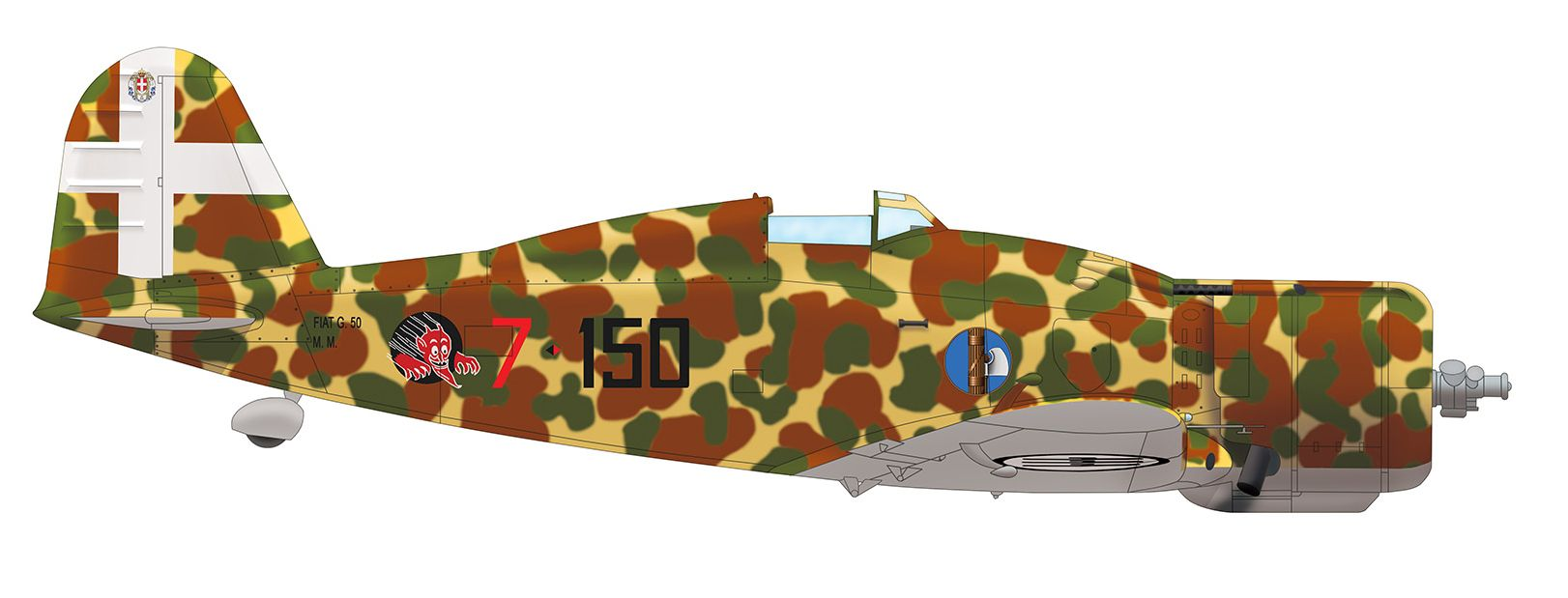
Fiat G.50 Freccia, 150a Squadriglia, 2° Gruppo CT, октябрь 1940

На вооружении итальянских ВВС долго время находились истребители-бипланы. Если в 20-х и начале 30-х это было нормой в мировой практике, то начиная со второй половины 30-х многие ВВС стали переходить на монопланы, как более совершенный и маневренный тип истребителя, но итальянцы не спешили отказываться от бипланов и примером может служить истребитель Fiat CR.42 Falco, производство которого только началось в 1938 году и которые оставались на вооружении до 1943 года. Конечно, были и другие, более современные конструкции вроде Fiat G.50 или Macchi C.200 однако и здесь итальянцы отстали, особенно по части двигателей. На эти истребители устанавливали радиальные двигатели, тогда как в это же время в Германии, Франции и Великобритании уже применяли рядные. Производство рядных двигателей итальянским моторостроителям удалось наладить лишь к 1941 году и не без помощи немцев, которые продали лицензию на рядные двигатели Daimler-Benz DB 601 и Daimler-Benz DB 605. Благодаря немецким двигателям удалось построить более совершенные и скоростные истребители Fiat G.55 и Macchi C.202.

### Бомбардировщики

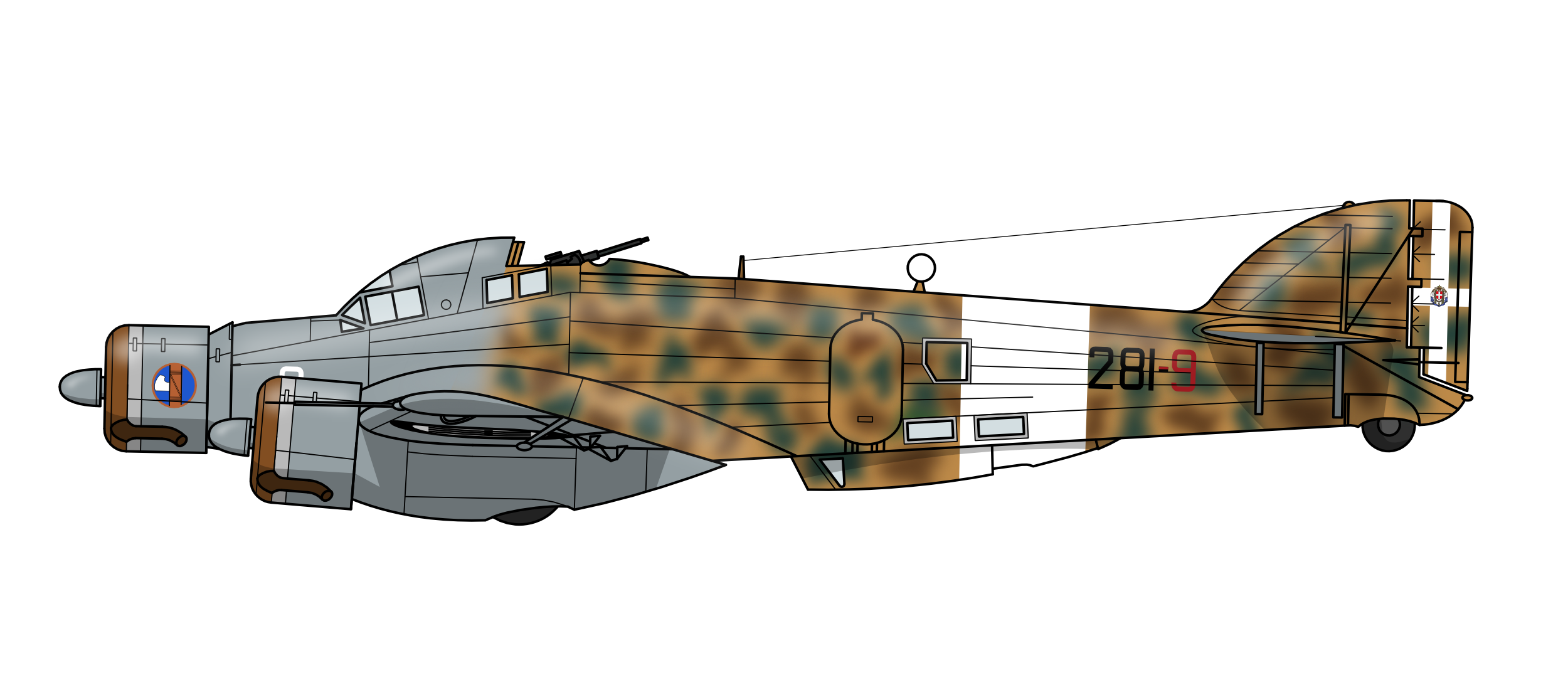
Savoia-Marchetti SM.79

Бомбардировщики в Первую мировую войну выпускала фирма Caproni. Возобновили производство этих типов самолётов лишь с начала 30-х усилиями фирм Savoia-Marchetti, Caproni, Breda, Fiat, Piaggio. Большинство распространенных итальянских бомбардировщиков имели типичную для начала 30-х годов конструкцию с деревянным фюзеляжем и трехмоторной схемой (два мотора на плоскости и один в носовой части) устаревшую к началу Второй мировой войны. Также имелись и менее распространенные двухмоторные цельнометаллические бомбардировщики как Fiat BR.20. С середины 30-х разрабатывался тип дальнего тяжелого четырёхмоторного бомбардировщика, которым занималась фирма Piaggio. Первоначально была задумка купить лицензию на производство американского Boeing B-17, но американцы запросили очень высокую цену за «Летающую крепость» и итальянцы продолжили создание собственного самолета. Только с 1941 года Piaggio P.108 начали эксплуатировать, однако, успели произвести лишь несколько десятков.

### Пикирующие бомбардировщики и штурмовики
В 30-х годах для ВВС были разработаны штурмовики Breda Ba.64 и Ba.65, а также пикирующий бомбардировщик Breda Ba.88, который был признан неудачной конструкцией и в начале войны итальянцам пришлось закупать пикирующие бомбардировщики в союзной Германии. Штурмовики получили боевое крещение в Испании, где были выявлены их слабые места. Им довелось повоевать в Северной Африке, но после прихода туда немцев, они были выведены как устаревшие и в дальнейшем использовались в роли учебных машин.

### Гидропланы

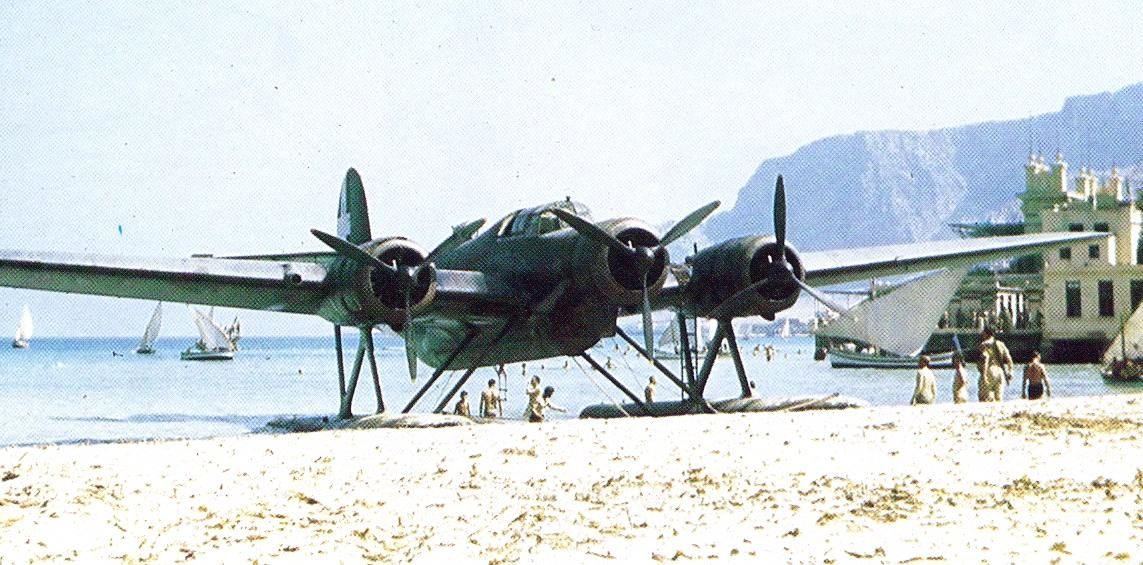
CANT Z.506B

В создании этих типов самолётов итальянцы преуспели. В 20-30-е годы создавались летающие разведывательные лодки, бомбардировочно-разведывательные лодки, катапультные истребители для военных кораблей и даже транспортные гидропланы. Стоит выделить гидропланы Savoia-Marchetti модель S.55 довольно распространенную, активно поставлявшуюся на экспорт, в том числе и в СССР. CANT Z.501, Z.506 и Z.508 многоцелевые летающие лодки, FIAT RS.14 патрульно-разведывательный самолёт. С началом войны были мобилизированы гражданские транспортные гидросамолеты CANT Z.511 и трехмоторная транспортно-пассажирская летающая лодка Macchi C.100.

### Транспортная авиация
Для снабжения итальянских войск в различных регионах от Европы до Африки были мобилизованы транспортные самолёты, причем, не только ранее служившие в ВВС, но и гражданские воздушные суда итальянских авиакомпаний. Для этих целей было создано особое подразделение ВВС - Командование специальной воздушной службы. Основу его воздушного флота составляли как транспортные самолеты, так и переделанные для этого некоторые типы бомбардировщиков, например Savoia-Marchetti SM.81 Pipistrello.

## Летчики-асы
- Франческо Баракка (34 победы)
- Адриано Висконти (26 побед)
- Терезио Витторио Мартиноли (22 победы)
- Франко Луккини (22 победы)
- Леонардо Феррулли (19 побед)
- Франко Гордони-Беслери (19 побед)
- Луиджи Горрини (19 побед)
- Марио Визинтини (17 побед)
- Уго Драго (17 побед)
- Марио Бонцано (15 побед)

## Воинские звания и знаки различия

### Нарукавныезнаки различия
| Высшие офицеры  |                                   |                                  |
|                 | Maresciallo dell’aria             | Маршал авиации                   |
|                 | Generale d’armata aerea           | Генерал воздушной армии          |
|                 | Generale designato d’armata aerea | Дежурный генерал воздушной армии |
|                 | Generale di squadra aerea         | Генерал воздушной эскадры        |
|                 | Generale di divisione aerea       | Генерал воздушного дивизиона     |
|                 | Generale di brigata aerea         | Генерал воздушной бригады        |
| Старшие офицеры |                                   |                                  |
|                 | Colonnello                        | Полковник                        |
|                 | Tenente colonnello                | Лейтенант-полковник              |
|                 | Maggiore                          | Майор                            |
| Младшие офицеры |                                   |                                  |
|                 | Primo Capitano                    | Первый капитан                   |
|                 | Capitano                          | Капитан                          |
|                 | Tenente                           | Лейтенант                        |
|                 | Sottotenente                      | Второй Лейтенант                 |
| Унтер-офицеры   |                                   |                                  |
|                 | Maresciallo di Prima Classe       | Маршал первого класса            |
|                 | Maresciallo di Seconda Classe     | Маршал второго класса            |
|                 | Maresciallo di Terza Classe       | Маршал третьего класса           |
| Сержанты        |                                   |                                  |
|                 | Sergente Maggiore                 | Главный сержант                  |
|                 | Sergente                          | Сержант                          |
|                 | Caporal Maggiore                  | Главный капрал                   |
| Солдаты         |                                   |                                  |
|                 | Caporale                          | Капрал                           |
| Нет             | Soldato                           | Рядовой                          |

## Опознавательные знаки

Опознавательный знак на плоскости (1915-1935)
Опознавательный знак на плоскости (1935-1943)
Опознавательный знак на фюзеляж (1926-1943)
Опознавательный знак на киль (1915-1930)
Опознавательный знак на киль (1930-1940)
Опознавательный знак на киль (1940-1943)¹

¹ С 1930 до 1940 года малый герб Королевства Италия помещался посередине на белую полосу опознавательного знака на киле в виде итальянского триколора. С июня-июля 1940 года вместо триколора на киль стал наноситься белый крест с гербом центре его перекрестья и белая вертикальная полоса опоясывающая фюзеляж это было необходимо для распознавания итальянских самолётов немецкими летчиками, чтобы не сбить по ошибке.

## Флаги

Вымпел командира эскадрилии
Флаг Бригадного генерала
Флаг командира группы
Флаг командира эскадры
Флаг дивизионного генерала
Флаг генерала воздушной армии
Флаг командующего штабом
Флаг министра военной авиации
Флаг заместителя министра военной авиации